# Alastair Sim

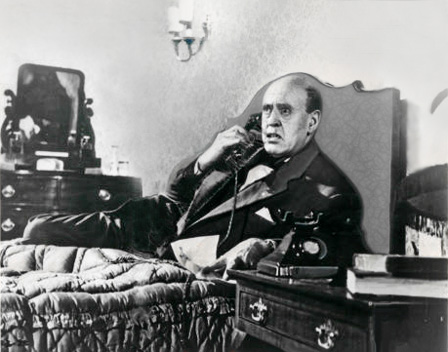
Alastair Sim

Alastair Sim (n. 9 octombrie 1900 în Edinburgh, Scoția — d. 19 august 1976 în Londra) a fost un actor scoțian.

## Filmografie selectivă
- 1951 Râsete în paradis (Laughter in Paradise), regia Mario Zampi